# Phyllonorycter insignis
Phyllonorycter insignis là một loài bướm đêm thuộc họ Gracillariidae. Nó được tìm thấy ở Hoa Kỳ (California và Maine).
Sải cánh dài khoảng 9 mm.
Ấu trùng ăn Erechtites species và Ceanothus integerrimus. Chúng ăn lá nơi chúng làm tổ.